# Лейк (окръг, Колорадо)
Вижте пояснителната страница за други населени места с името Лейк.
Окръг Лейк (на английски: Lake County) е окръг в щата Колорадо, Съединени американски щати. Площта му е 995 km², а населението - 7778 души (2017). Административен център е град Лийдвил.